# Gustavia poeppigiana
Gustavia poeppigiana är en tvåhjärtbladig växtart som beskrevs av Otto Karl Berg. Gustavia poeppigiana ingår i släktet Gustavia och familjen Lecythidaceae. Inga underarter finns listade i Catalogue of Life.